# August Eskelinen
August Eskelinen, född 16 juli 1898 i Idensalmi och död 10 juni 1987 i Idensalmi, var en finsk längdskidåkare som tävlade under 1920-talet. Vid olympiska vinterspelen i Chamonix deltog han i militärpatrull och ingick i det finska laget som tog silver. Han var även anställd som sergeant i den finska armén.